# Batman Kétarc ellen
A Batman Kétarc ellen (eredeti cím: Batman vs. Two-Face) 2017-ben bemutatott amerikai animációs film, rendezője Rick Morales, producerei Alan Burnett, Michael Jelenic, Benjamin Melniker, Sam Register, James Tucker és Michael Uslan, a zeneszerzői Kristopher Carter, Michael McCuistion és Lolita Ritmanis, az írói Michael Jelenic és James Tucker. A DC Entertainment és Warner Bros. Animation gyártásában készült, a Warner Bros. Home Entertainment forgalmazta. Műfaját tekintve akciófilm.
Amerikában 2017. október 8-án mutatták be, Magyarországon pedig 2017. december 1-jén jelent meg DVD-n.

## Ismertető
A filmben az Arkham Elmegyógyintézetben Hugo Strange egy gépezet segítségével próbálja elszívni a gonoszságot Batman nagy ellenségeiből. A kísérlet balul sül el és ennek hatására Harvey Dent államügyész baleset áldozata lesz, amitől átalakul az eltorzult Kétarccá. Az új gonosztevő hatalmas felfordulást okoz, Batmannek és Robinnak pedig csak a Macskanő segítségével sikerülhet megállítaniuk Kétarc és a hozzá csatlakozó Hugo Strange tervét.

## Szereplők
| Szereplő                                                              | Színész             | Magyar hang      |
| --------------------------------------------------------------------- | ------------------- | ---------------- |
| Bruce Wayne / Batman                                                  | Adam West           | Varga Gábor      |
| Dick Grayson / Robin                                                  | Burt Ward           | Moser Károly     |
| Harvey Dent / Kétarc                                                  | William Shatner     | Kárpáti Levente  |
| Macskanő                                                              | Julie Newmar        | Törtei Tünde     |
| Alfred Pennyworth                                                     | Steven Weber        | Karsai István    |
| James Gordon főfelügyelő                                              | Jim Ward            | Fehér Péter      |
| Hugo Strange                                                          | Jim Ward            | Maday Gábor      |
| O'Hara rendőrfőnök                                                    | Thomas Lennon       | Bodrogi Attila   |
| Crichton gondnoka                                                     | Thomas Lennon       | ?                |
| Joker                                                                 | Jeff Bergman        | Mikula Sándor    |
| Könyvmoly                                                             | Jeff Bergman        | ?                |
| Desmond Dumas                                                         | Jeff Bergman        | ?                |
| Harriet néni                                                          | Lynne Marie Stewart | Virághalmy Judit |
| Tut király                                                            | Wally Wingert       | Koncz István     |
| Rébusz                                                                | Wally Wingert       | ?                |
| Lucilee Diamond                                                       | Lee Meriwether      | Sági Tímea       |
| Pingvin                                                               | William Salyers     | Jantyik Csaba    |
| Dr. Harleen Quinzel                                                   | Sirena Irwin        | ?                |
| További magyar hangok:                                                |                     |                  |
| Bolla Róbert, György-Rózsa Sándor, Harcsik Róbert, Kis Horváth Zoltán |                     |                  |